# Luis Váez de Torres

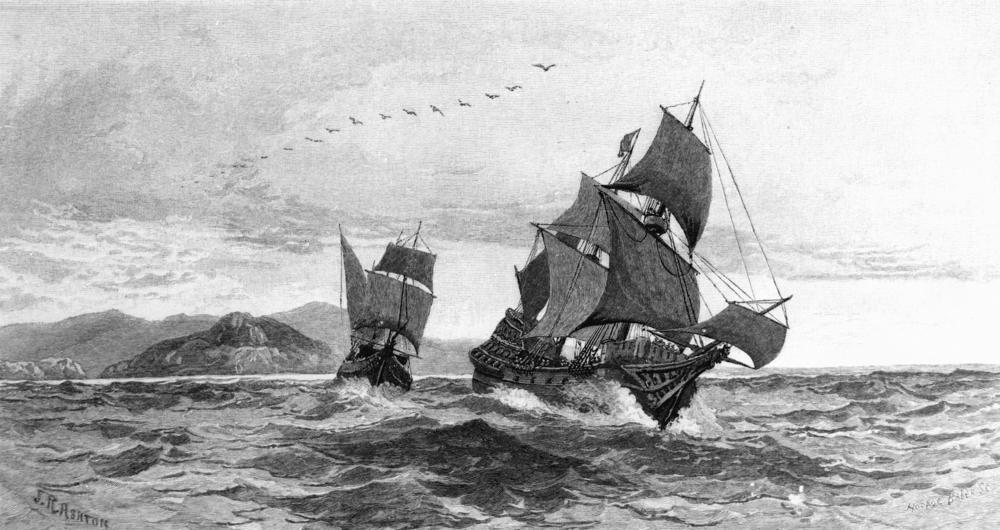
Żaglowiec San Pedrico

Luiz Váez de Torres (ur. 1565, zm. ok. 1613 w Manili) – hiszpański żeglarz, pływający pod portugalską banderą. Odkrywca i navigator z przełomu XVI i XVII wieku.
Niewiele wiadomo o wczesnych latach życia Torresa; wiadomo, iż wstąpił na służbę Hiszpanii i dotarł do Ameryki Południowej. W 1605 wypłynął z Callao w Peru jako zastępca dowódcy Pedro Fernandeza de Quirosa w wyprawie mającej na celu eksplorację południowo-zachodniego Oceanu Spokojnego. Torres był kapitanem statku "San Pedro (San Pedrico[wymaga weryfikacji?])".
W maju 1606 wyprawa natknęła się na wyspy nazwane przez Quirósa Austrialia de Espiritu Santo (obecnie Vanuatu).
Podczas żeglugi wokół wysp statek Quirósa został wypchnięty na pełne morze; w efekcie Quirós pożeglował w drogę powrotną do Meksyku. Po bezowocnych poszukiwaniach statku dowódcy wyprawy i zakładając, iż statek Quirósa zatonął, Torres kontynuował zaplanowaną wyprawę w kierunku Manili na Filipinach poprzez Moluki.
Przez dwa miesiące płynął wzdłuż południowego wybrzeża wyspy Nowej Gwinei, przepłynął przez cieśninę oddzielającą Papuę-Nową Gwineę od Australii, którą nazwano Cieśniną Torresa. Wyspy leżące w tej cieśninie określane są jako „wyspy w Cieśninie Torresa”.
22 maja 1607 roku Torres dotarł do Manili. Jego raport z podróży został odnaleziony w 1762, gdy Brytyjczycy okupowali Manilę.
W 1985 i w 2006 w Australii postawiono dwa pomniki upamiętniające jego wyprawę. 
Jego nazwisko noszą też Wyspy Torresa należące do państwa Vanuatu. 